# قدرت دونالد مکنزی
قدرت دونالد مکنزی (انگلیسی: The Strength of Donald McKenzie) یک فیلم درام صامت آمریکایی به کارگردانی ویلیام راسل و جک پریسکات است که در سال ۱۹۲۰ منتشر شد. از بازیگران این فیلم می‌توان به ویلیام راسل، شارلوت بارتون و مارگریت نیکولز اشاره کرد.